# Denise Brial
Pour les articles homonymes, voir Brial.
Denise Brial (née le 6 octobre 1948 à Perpignan) est une athlète française, spécialiste du lancer du disque.

## Biographie
Elle est sacrée championne de France du lancer du disque en 1970 à Colombes avec la marque de 45,40 m.
Son record personnel au lancer du disque est de 45,70 m (1970).
Membre de l'Asu Perpignan, Denise Brial a été maîtresse d'éducation physique.